# .yu
.yu byla internetová národní doména nejvyššího řádu původně určená pro SFR Jugoslávie.
V roce 1992 doménu „zdědila“ Svazová republika Jugoslávie, která se později v roce 2003 přejmenovala na „Srbsko a Černá Hora“. Jako jedna z mála ccTLD tak neodpovídala kódu ISO 3166-1, který byl pro Srbsko a Černou Horu v roce 2003 změněn na CS. Doména .cs, která byla původně používána pro Československo, se ale k tomuto účelu nikdy nevyužila – byla odsouzena k zániku po vyhlášení nezávislosti republikou Černá Hora, přičemž novým státům byly přiděleny příslušné domény .rs (pro Srbsko) a .me (pro Černou Horu – Montenegro).
Doména .yu měla skončit po dvouletém přechodném období 30. září 2009, nicméně na žádost srbského registrátora ICANN umožnilo posunout konečný termín na 30. března 2010. Doména přestala definitivně existovat o půlnoci z 31. března na 1. dubna 2010.

## Použití domény
Všechny domény pod .yu byly určeny pouze pro právnické osoby. Doména nejvyššího řádu .yu byla určena pro federální instituce, vládní instituce obou republik a pro ISP.

### Domény druhé úrovně
- Akademické organizace, jako např. univerzity, byly registrovány pod .ac.yu.
- Vzdělávací instituce, jako např. základní a střední školy, používaly .edu.yu.
- Nezávislé organizace používaly .org.yu.
- Společnosti měly .co.yu.